# حشره‌خوار کشیده
 حشره‌خوار کشیده (نام علمی: Crocidura elongata) نام یک گونه از سرده حشره‌خوارهای دندان‌سفید است.